# Claus Fritzsche (Tennisspieler)
Claus Fritzsche (* 20. Dezember 1934) ist ein ehemaliger deutscher Tennisspieler.

## Werdegang
Fritzsche spielte als Jugendlicher Fußball und dann Tennis, ab 1953 gehörte er in Dresden-Blasewitz zur Oberliga-Mannschaft. Er gewann zehnmal die Dresdner Bezirksmeisterschaft. 1956 wurde er als Spieler des SC Einheit Dresden gemeinsam mit Inge Herrmann DDR-Meister im gemischten Doppel. Der „Dickus“ genannte Fritzsche gewann des Weiteren fünfmal die DDR-Mannschaftsmeisterschaft.
1991 wurde Fritzsche bei der ersten Sächsischen Meisterschaft nach der Gründung des Sächsischen Tennis-Verbands in Folge des Endes der Deutschen Demokratischen Republik Meister in der Wettkampfklasse Senioren AK II und errang den Titel auch in den folgenden Jahren. Beruflich war Fritzsche als Ofensetzer tätig.